# São Lourenço do Oeste
São Lourenço do Oeste est une ville brésilienne située dans la mésorégion Ouest de Santa Catarina, dans l'État de Santa Catarina.

## Généralités
La ville accueille tous les ans, au mois de juin, un festival de chant à l'occasion de la fête de la municipalité, au mois de février, le rodeio crioulo et au mois de mai la « fête du porcelet ». Les principales activités économiques de la municipalité sont l'agriculture, l'élevage ainsi que l'industrie des pâtes et des biscuits. La température moyenne annuelle y est de 17,7 °C.

## Géographie
São Lourenço do Oeste se situe par une latitude de 26° 21' 32" sud et par une longitude de 52° 51' 03" ouest, à une altitude de 880 mètres.
Sa population était de 21 797 habitants au recensement de 2010. La municipalité s'étend sur 369 km2.
Elle fait partie de la microrégion de Chapecó, dans la mésorégion Ouest de Santa Catarina.

## Histoire
La colonisation de São Lourenço do Oeste commença en 1948. Ses premiers habitants venaient du Rio Grande do Sul, du Paraná et du littoral de Santa Catarina, à la recherche de terres fertiles pour l'agriculture. Le premier nom de la localité fut Catanduva. Elle prit ensuite le nom de Bracatinga, selon un arbre que l'on y trouvait en grande quantité. Quand la paroisse de São Lourenço (« Saint Laurent » en français) fut fondée, le nom de la municipalité devient São Lourenço do Oeste, en hommage au saint. Elle fut démembrée de Chapecó le 21 juin 1958.

## Tourisme
Près de 80 % des habitants de São Lourenço do Oeste sont gauchos ou descendants de gauchos, même si la ville se situe à la frontière du Paraná. Les habitants de la ville maintiennet vivaces les coutumes du Rio Grande do Sul, comme la consommation du maté, les danses traditionnelles et les rodéos, ce qui attire de nombreux visiteurs.

## Administration

### Liste des maires
Depuis son émancipation de la municipalité de Chapecó en 1958, São Lourenço do Oeste a successivement été dirigée par :
- Armando Pagani - 1958 à 1959
- José Ebling - 1959 à 1964
- Zeno G. Etges - 1964 à 1969
- José Ebling - 1969 à 1973
- Sabino Santim - 1973 à 1977
- Dionisio Biazussi - 1977 à 1983
- Cairu Hack - 1983 à 1986
- Santos Zilli - 1986 à 1988
- Dionisio Biazussi - 1989 à 1992
- Álvaro Freire Caleffi - 1993 à 1996
- Cairu Hack - 1997 à 2000
- Álvaro Freire Caleffi - 2001 à 2004
- Tomé Francisco Etges - 2005 à 2008
- Nivaldo Lazaron - de octobre 2008 à décembre 2008
- Tomé Francisco Etges -  2009 à 2012
- Geraldino Cardoso - 2013 à 2016
- Rafael Caleffi - 2017 à 2020
- Rafael Caleffi  - 2021 à moment présent

### Divisions administratives
La municipalité est constituée de quatre districts :
- São Lourenço do Oeste (siège du pouvoir municipal)
- Frederico Wastner
- Presidente Juscelino
- São Roque

## Villes voisines
São Lourenço do Oeste est voisine des municipalités (municípios) suivantes :
- Campo Erê
- Formosa do Sul
- Irati
- Jupiá
- Novo Horizonte
- Renascença dans l'État du Paraná
- Saltinho
- São Bernardino
- Vitorino dans l'État du Paraná